# Chionachne punctata
Chionachne punctata là một loài thực vật có hoa trong họ Hòa thảo. Loài này được (R.Br.) Jannink mô tả khoa học đầu tiên năm 2002.